# Theodor Rieländer
Theodor Rieländer (* 24. Juli 1950 in Geseke) ist ein ehemaliger deutscher Fußballspieler.

## Karriere
Theodor Rieländer erlernte das Fußball spielen in der Jugendabteilung des VfL Geseke. Zur Saison 1969/70 wechselte er in die Bundesliga zu Borussia Dortmund. In seiner letzten Saison für die Dortmunder, 1971/72, stieg Rieländer mit der Borussia als Tabellensiebzehnter ab. Für den BVB kam er in 40 Spielen in der Bundesliga zum Einsatz, in denen er sechs Tore schoss. Er kam auch zu zwei Einsätzen im DFB-Pokal(ein Tor). Er verließ Dortmund und spielte in der nächsten Saison für den FC Lugano in der Schweiz. Für Lugano kam er zu 19 Spielen. Nach einem Jahr zog es ihn weiter nach Belgien zum FC Lüttich. In Lüttich blieb er zwei Jahre, in denen er nur zu sieben Einsätzen kam, bevor er 1975 zurück nach Deutschland zu Bayer 04 Leverkusen wechselte. In der Saison 1975/76 stieg Rieländer mit der Werkself in die zweithöchste deutsche Spielklasse auf. Dies war die 1974 gegründete 2. Bundesliga, die in eine Süd- und eine Nordstaffel aufgeteilt war. Rieländer spielte mit den Leverkusenern in der Nordstaffel und bestritt dort 44 Spiele, in denen er zwei Tore schoss. 1978 wechselte er zu Hannover 96, mit denen er zwei weitere Jahre in der zweiten Liga spielte. Für 96 kam er zu 63 Einsätzen und zwölf Toren. Von 1980 bis 1990 agierte Rieländer als Spielertrainer bei seinem Heimatverein VfL Geseke.

## Privat
Nach seiner Spielerkarriere betrieb Rieländer in Geseke ein Sportgeschäft. Ab 1995 führte er einen Getränkemarkt in Hannover.